# Marcela Paz
Pour les articles homonymes, voir Paz.
Œuvres principales
Papelucho
Marcela Paz, née Esther Huneeus Salas de Claro le 28 février 1902 à Santiago du Chili où elle est morte le 12 juin 1985, est une écrivaine chilienne.

## Biographie
Elle naît dans une famille aisée, deuxième d'une fratrie de huit enfants, et effectue des études artistiques, au Chili et à Paris. 
Son premier ouvrage, Tiempo, papel y lapiz (« Temps, papier crayon »), est un recueil de contes publié en 1933. Elle se choisit le pseudonyme de Marcela Paz : Paz pour sa signification en espagnol (Paix) et Marcela en hommage à la française Marcelle Auclair.
Elle publie en 1947 son premier livre intitulé Papelucho, nom de son personnage le plus connu, un enfant chilien de 9 ans, inventif, créatif,  à la fois sérieux et joyeux face à la vie, ayant tout un monde intérieur.
Elle dirige l'IBBY (en anglais : International Board on Books for Young People, en français : Union internationale pour les livres de jeunesse) de 1964 à 1967. Elle reçoit en 1982 le Prix national de Littérature grâce à sa série de 12 livres pour enfants Papelucho.
Les éditions Marcela Paz SA furent créées par son fils dans la but de pérenniser l'œuvre de sa mère.
Le 28 février 2012, le Google chilien dédicace son doodle à Marcela Paz pour le 110e anniversaire de sa naissance, une date source de controverse car elle serait née en 1903 et non en 1902,,.

## Principales publications
- Tiempo, papel y lápiz, 1933.
- Soy colorina, 1935.
- Papelucho, 1947.
- La vuelta de Sebastián, 1950.
- Papelucho casi huérfano, 1951.
- Caramelos de luz, 1954.
- Papelucho historiador, 1955.
- Papelucho detective, 1956.
- A pesar de mi tía, 1958.
- Papelucho en la clínica, 1958.
- Papelucho perdido, 1962.
- Papelucho, mi hermana Ji, 1965.
- Papelucho misionero, 1966.
- Diario secreto de Papelucho y el marciano, 1968.
- Papelucho, mi hermano Hippie, 1971.
- Papelucho en vacaciones, 1971.
- Cuentos para cantar, 1974.
- Muselina Pérez Soto, 1974.
- Papelucho: soy dix leso, 1974.
- Perico trepa por Chile, 1978.
- El soldadito rojo, 1981.
- Los secretos de catita, 1981.

## Publications en français
- Papelucho, traduit du chilien par Jean-Paul Duviols, illustrations de Yola, Pocket Jeunesse, 1997.
- Papelucho, traduit du chilien par Jean-Paul Duviols, illustrations de Morgan, éditions Bordas , 1980.

## Prix et distinctions
- 1968 : (international) « Honor List »[8], de l' IBBY, pour Papelucho misionero
- 1982 : Prix national de Littérature pour sa série jeunesse Papelucho

### Webographie
- Notices d'autorité :   - VIAF
  - ISNI
  - BnF (données)
  - IdRef
  - LCCN
  - GND
  - Japon
  - CiNii
  - Espagne
  - Pays-Bas
  - Grèce
  - WorldCat
- (es) « Premio Nacional de Literatura », sur Memoriachilena.cl.
- (es) « Marcela Paz », sur le site de Biografias y Vidas.
- (es) « Marcela Paz », sur Lecturalia.com.
- (es) « Marcela Paz. Premio Nacional de Literatura », sur Educarchile.cl.